# Archibald Walter Buckle
Archibald Walter Buckle (Chelsea, 16 febbraio 1889 – Brockley, 6 maggio 1927) è stato un militare britannico, quattro volte decorato con il Distinguished Service Order e cinque volte menzionato nei dispacci durante la prima guerra mondiale.

## Biografia
Nacque a Chelsea, nella contea del Middlesex, il 16 febbraio 1889. Divenne insegnante alla St Augustine's School di Paddington, e nel gennaio 1908 si arruolò nella Divisione di Londra della Royal Naval Volunteer Reserve come marinaio. Compì l'addestramento a bordo della President, ormeggiata nei West India Docks, venendo promosso sottufficiale nel 1912. Sposò Elsie Louise Meeks nel 1914 e tornò a Londra dalla luna di miele per unirsi alla sua unità allo scoppio della prima guerra mondiale.
All'inizio della Grande Guerra vi era un surplus di personale per il servizio in mare ed egli prestò servizio a terra con la Royal Naval Division, assegnata in rinforzo alla British Expeditionary Force (BEF) come settima divisione. Fu assegnato al battaglione Drake, comandato da Victor Campbell,  che era stato il primo ufficiale del capitano Robert Falcon Scott nella spedizione della Terra Nova. Il 4 ottobre 1914 la divisione partì da Walmer Downs, vicino a Deal, nel Kent, arrivando a Dover e da lì proseguì per Anversa, in Belgio, dove arrivò il 6 ottobre.  Dopo aver prestato servizio nella difesa di Anversa (Belgio), nel settembre-ottobre 1914 con il battaglione Drake, tornò in Inghilterra e fu nominato sottotenente a titolo temporaneo il 19 dicembre 1914.
Trascorse un periodo ad addestrare gli uomini presso il Crystal Palace di Sydenham, mentre altri membri della Divisione furono inviati a combattere a Gallipoli. Fu promosso tenente a titolo temporaneo il 30 marzo 1915, e trasferito al battaglione Anson. Ritornò sul fronte occidentale con la 63ª Divisione (Royal Naval) dopo che il War Office ne prese il comando dall'Ammiragliato nel 1916. La sua unità supportò l'offensiva sulla Somme del 1916. Fu promosso tenente comandante a titolo temporaneo nel marzo 1917 e prestò servizio nella battaglia di Arras nell'aprile 1917 e poi in Belgio nella terza battaglia di Ypres (Passchendaele) alla fine del 1917. Fu infine promosso comandante a titolo temporaneo nel marzo 1918 e comandò il battaglione Anson nell'offensiva dei cento giorni del 1918.
Gli fu conferito il Distinguished Service Order in quattro occasioni per le sue azioni nel 1917-1918, ed ebbe la menzione nei dispacci cinque volte. Il suo primo DSO fu pubblicato sulla London Gazette il 4 marzo 1918, per le sue azioni del dicembre 1917 nella riconquista della posizione strategica di Welsh Ridge, vicino a Masnières e Marcoing.  Gli fu conferita la sua prima Bar il 26 luglio 1918, per aver organizzato un contrattacco nel marzo 1918 vicino a Mesni; una seconda Bar l'11 gennaio 1919, per le azioni dell'agosto 1918 sull'avanzata da Heudecourt; e una terza Bar l'8 marzo 1919, per le azioni dell'ottobre 1918 vicino a Niergnies. In seguito apparve sul The Times che egli fosse stato preso in considerazione per l'assegnazione della Victoria Cross, ma la cosa non ebbe seguito. Lasciò il fronte l'11 ottobre 1918, in seguito a una ferita alla spalla, trasportato in Inghilterra a bordo di una nave ospedale.
Dopo la fine del conflitto tornò a insegnare a Brockley e divenne preside della London Nautical School, che preparava i ragazzi per le carriere nella Marina Reale e Mercantile, appartenente al London County Council e sita in Rotherhithe New Road.  Si spense presso il Westmister Hospital Brockley  il 6 maggio 1927, e gli sopravvissero la moglie e i tre figli. La causa della sua morte fu attribuita ad una broncopolmonite da osteomielite, probabilmente accelerata dalle ferite da schegge che ne avevano ridotto la vitalità. I funerali si tennero con tutti gli onori militari, e la salma fu tumulata successivamente nel cimitero di Brockley. Winston Churchill si riferì a Buckle come a una delle "salamandre nate nella fornace", sopravvissute "per guidare, comandare e preservare la sacra continuità".  Come scrisse Churchill della Royal Naval Division: Possa il ricordo dei loro successi essere preservato a lungo, e possa la loro memoria essere rispettata a lungo da coloro per i quali hanno combattuto.